# Helena Znojmska
Helena Znojmska (češko Helena Znojemská, poljsko Helena znojemska) je bila češka princesa iz dinastije Přemyslidov, * okoli 1141, † 1202/1206.
Helena je bila hčerka vojvode Konrada II. Znojmskega in njegove žene Marije Raške, hčerke srbskega kralja Štefana Uroša I. Ime je dobila verjetno po svoji teti, kraljici Heleni Ogrski, ženi kralja Béle II.
Rojena je bila v Znojmski apanaži v južni Moravski, imenovani po njenem središču Znojmo. Po poroki s poljskim vojvodom Kazimirjem II. Pravičnim je postala vojvodinja Sandomierza (1173-1194), velika vojvodinja Krakova in Seniorata (1177-1194), vojvodinja Mazovije (1186–1194), vojvodinja-regentka Krakova in Seniorata, Sandomierza in Mazovije v imenu svoji mladoletnih sinov (1194–1198) in zatem vojvodinja Sandomierza, Mazovije in Kujavije do leta 1199/1200.

## Življenje
Helena se je poročila s Kazimirjem II. Pravičnim, najmlajšim sinom Boleslava III. Krivoustega, verjetno kmalu po njegovi vrnitvi iz ujetništva in najkasneje leta 1161.
Po smrti Kazimirja II. 1. maja 1194, domnevno zaradi zastoja srca, je ostala vdova s hčerko in  dvema nedoraslima sinovoma in vladala kot njuna regentka v Krakovu, Senioratu, Sandomierzu in Mazoviji z blagoslovom krakovskega škofa Fulka in krakovskega vojvode.
Helenino regentstvo ni bilo lahko, saj so njena sinova ogrožali drugi knezi, med njimi tudi njun stric Mješko III. Stari. Spor med materjo in Mješkom je trajal do bitke pri Mozgavi, v kateri je bil Mješko III. resno ranjen, njegov sin Boleslav Kujavski pa ubit. Leta 1198 sta se Helena in Mješko III. dogovorila, da Mješko dobi Krakov in prepusti Heleni in njenima sinovoma Kujavijo. Helena je obdržala Mazovijo in Sandomierz. Oblast nad očetovo dediščino je leta 1199 ali 1200 prevzel starejši sin Lešek Beli. 
Po pisanju letopisca Vincenca Kadlubeka, ki je vojvodinjo osebno poznal, je bila  "ženska z večjo modrostjo, kot jo imajo običajno ženske".
Helena Znojmska je umrla med letoma 1202 in 1206, verjetno 2. aprila.

## Otroci
Helena in Kazimir sta imela sedem otrok:
- hčerko (rojena pref 1167), poročeno novembra 1178 s knezom Vsevolodom  IV. Kijevskim
- Kazimirja (ok. 1162 – 2. februar[7] ali 1. marec 1167), imenovanega po očetu
- Boleslava (ok. 1168/1171 – 16. april  1182/1183), umrlega po padcu z drevesa; pokopan je verjetno v Vavelski stolnici[8]
- Odona (1169/1184 – umrl v otroštvu)
- Adelejdo (ok.  1177/1184 – 8. december 1211), ustanoviteljico samostana sv. Jakoba v Sandomierzu
- Lešeka I. Belega (ok. 1184/1185[9] – 24. november 1227).
- Konrada I. Kujavskega (ok. 1187/1188[10] – 31. avgust 1247)